# Notocera
Notocera ist eine Gattung der Buckelzirpen (Membracidae), von der 17 Arten bekannt sind. Die Gattung ist in der Neotropis vom Süden Südamerikas über Mittelamerika bis Mexiko weit verbreitet.

## Merkmale
Die Zikaden der Gattung Notocera sind relativ klein mit ca. 3,5 bis 6 mm Körperlänge. Sie sind gewöhnlich mehr oder weniger braun gefärbt, oft fast schwarz, aber teilweise mit einer weißen Wachsschicht bedeckt, so dass sie meist hell gesprenkelt oder fleckig ausschauen. Das Pronotum hat vorne zwei Hörner, die unterschiedlich ausgeprägt sind und am hinteren Teil einen oder mehrere Höcker. Das Pronotum ist insgesamt sehr stark punktiert und mit kleinen Dornen besetzt. Die Tibien aller Beinpaare sind breit abgeflacht. Die Flügel sind gewöhnlich opak und an der Basis mit Poren und Haaren besetzt.

## Lebensweise
Die Notocera-Zikaden leben als adulte Tiere einzeln auf Pflanzen sehr verschiedener Arten, wo sie sich von Phloem ernähren. Sie sind oft in der Nähe von Flussläufen häufig. Die Weibchen legen ihre Eier in einer langen Reihe an Pflanzenstängel. Die Larven sind sehr gut getarnt, leben in Gruppen und sind mit Ameisen vergesellschaftet.
Bei der Art Notocera bituberculata wurde Kommunikation durch Vibrationen vor der Paarung beobachtet.